# 嗜水新园蛛
嗜水新园蛛（学名：Neoscona nautica），又名簷下姬鬼蛛，为园蛛科新园蛛属的动物。分布于全球性、台湾岛以及中国大陆南北各地，多栖息于树林、屋檐、墙角以及农田。